# Stere Adamache
Stere Adamache (Galaţi, 17 de agosto de 1941 – Crişan, 9 de julho de 1978) foi um futebolista romeno, que atuava como goleiro. 
Adamache começou a carreira no Dinamo Galaţi, em 1960. Chegou a defender o Viitorul Bucureşti por uma temporada antes de ir para o Steagul Roşu Braşov, em 1963. Foi convocado pela Seleção Romena de Futebol para a Copa do Mundo FIFA de 1970, como reserva de Necula Răducanu. No jogo contra o Brasil, tornou-se o primeiro goleiro a ser substituído em Copas do Mundo após tomar gols de Pelé (de falta) e Jairzinho, e o técnico Angelo Niculescu, chateado com Adamache, colocou Necula Răducanu em seu lugar. Encerrou a carreira em 1977 e morreu afogado no Danúbio, em 9 de julho de 1978.